# 高島村 (新潟県古志郡)
高島村（たかしまむら）は、かつて新潟県古志郡にあった村。

## 沿革
- 1889年（明治22年）4月1日 - 町村制施行に伴い古志郡高山村、向島新田、牛池村が合併し、高島村が発足。
- 1901年（明治34年）11月1日 - 古志郡十日町村と合併し、十日町村を新設して消滅。